# Presidenti della Provincia di Prato
Questo elenco riporta i presidenti della Provincia di Prato.

## Presidenti della Provincia

### Eletti direttamente dai cittadini (1995-2014)
Coalizioni:

  Giunte di centro-sinistra
  Giunte di centro-destra
| Nº | Ritratto       | Ritratto       | Nome                      | Mandato                        | Mandato         | Partito                           | Coalizione                                           | Elezione |
| Nº | Ritratto       | Ritratto       | Nome                      | Inizio                         | Fine            | Partito                           | Coalizione                                           | Elezione |
| -- | -------------- | -------------- | ------------------------- | ------------------------------ | --------------- | --------------------------------- | ---------------------------------------------------- | -------- |
| 1  |                |                | Daniele Mannocci          | 8 maggio 1995                  | 16 giugno 1999  | Indipendente di centro-sinistra   | Progetto Democratico (PDS-PPI-Patto dei Democratici) | 1995     |
| 1  | 16 giugno 1999 | 14 giugno 2004 | Daniele Mannocci          | L'Ulivo (DS-PPI-I Democratici) | 1999            | Indipendente di centro-sinistra   |                                                      |          |
| 2  |                |                | Massimo Logli             | 14 giugno 2004                 | 23 giugno 2009  | La Margherita Partito Democratico | DS-DL-PdCI                                           | 2004     |
| 3  |                |                | Lamberto Nazzareno Gestri | 23 giugno 2009                 | 13 ottobre 2014 | Partito Democratico               | PD-IdV                                               | 2009     |

### Eletti dai sindaci e consiglieri della provincia (dal 2014)
| Nº | Nº | Ritratto | Nome               | Mandato          | Mandato          | Partito             | Elezione |
| Nº | Nº | Ritratto | Nome               | Inizio           | Fine             | Partito             | Elezione |
| -- | -- | -------- | ------------------ | ---------------- | ---------------- | ------------------- | -------- |
| 4  |    |          | Matteo Biffoni     | 13 ottobre 2014  | 31 ottobre 2018  | Partito Democratico | 2014     |
| 5  |    |          | Francesco Puggelli | 31 ottobre 2018  | 26 novembre 2022 | Partito Democratico | 2018     |
| 6  |    |          | Simone Calamai     | 26 novembre 2022 | in carica        | Partito Democratico | 2022     |